# Raid di Zeebrugge
Il raid di Zeebrugge è stata un'azione compiuta dalla Royal Navy britannica durante la prima guerra mondiale con l'obiettivo di bloccare l'accesso al porto di Bruges, che veniva largamente utilizzato dalla Kaiserliche Marine tedesca come base per gli U-Boot e il naviglio leggero, affondando nel canale di accesso alcune navi cariche di cemento.

## Premesse

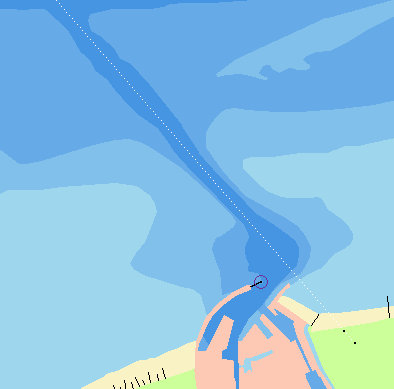
Entrata del porto di Zeebrugge durante la prima guerra mondiale con le luci guida e i due fari (attualmente in disuso).

L'idea, sebbene presentata da John Jellicoe nel 1917, non venne appoggiata dall'Ammiragliato britannico fino alla presentazione di un progetto dettagliato da parte di Roger Keyes che prevedeva il blocco del porto. La forza di 75 navi doveva essere equipaggiata da volontari, e sbarcare un contingente di 200 Royal Marines che avevano il compito di ridurre al silenzio le difese del porto. Tutte le navi da sacrificare vennero spogliate di ogni oggetto utile, compresi gli alberi, e riempite di cemento. La preparazione avvenne a Chatham tranne che per le navi traghetto Iris e Daffodil ed i due sottomarini che vennero preparati a Portsmouth. Il vecchio incrociatore HMS Vindictive doveva appoggiare coi suoi cannoni l'attacco alle difese del porto ed arenarsi.

## L'attacco
Dopo un primo tentativo abortito il 2 aprile, a causa del vento contrario che avrebbe disperso le indispensabili cortine nebbiogene, l'operazione venne condotta il 23 aprile, ma alcune cose non andarono come previsto. La HMS Vindictive si arenò troppo presto per appoggiare efficacemente i marines e il vento cambiò ancora disperdendo la nebbia artificiale e lasciando esposti gli incursori al fuoco delle batterie, con pesanti perdite inglesi. Una delle navi, la Thesis, affondò prima del necessario dopo l'urto contro un'ostruzione lasciando alle altre due il compito di bloccare il canale; la Iphigenia e la Intrepid affondarono come previsto nel punto più stretto ma il blocco durò solo pochi giorni in quanto i tedeschi rimossero due moletti collocati su un lato del canale, liberando così un varco per gli U-Boot con l'alta marea.

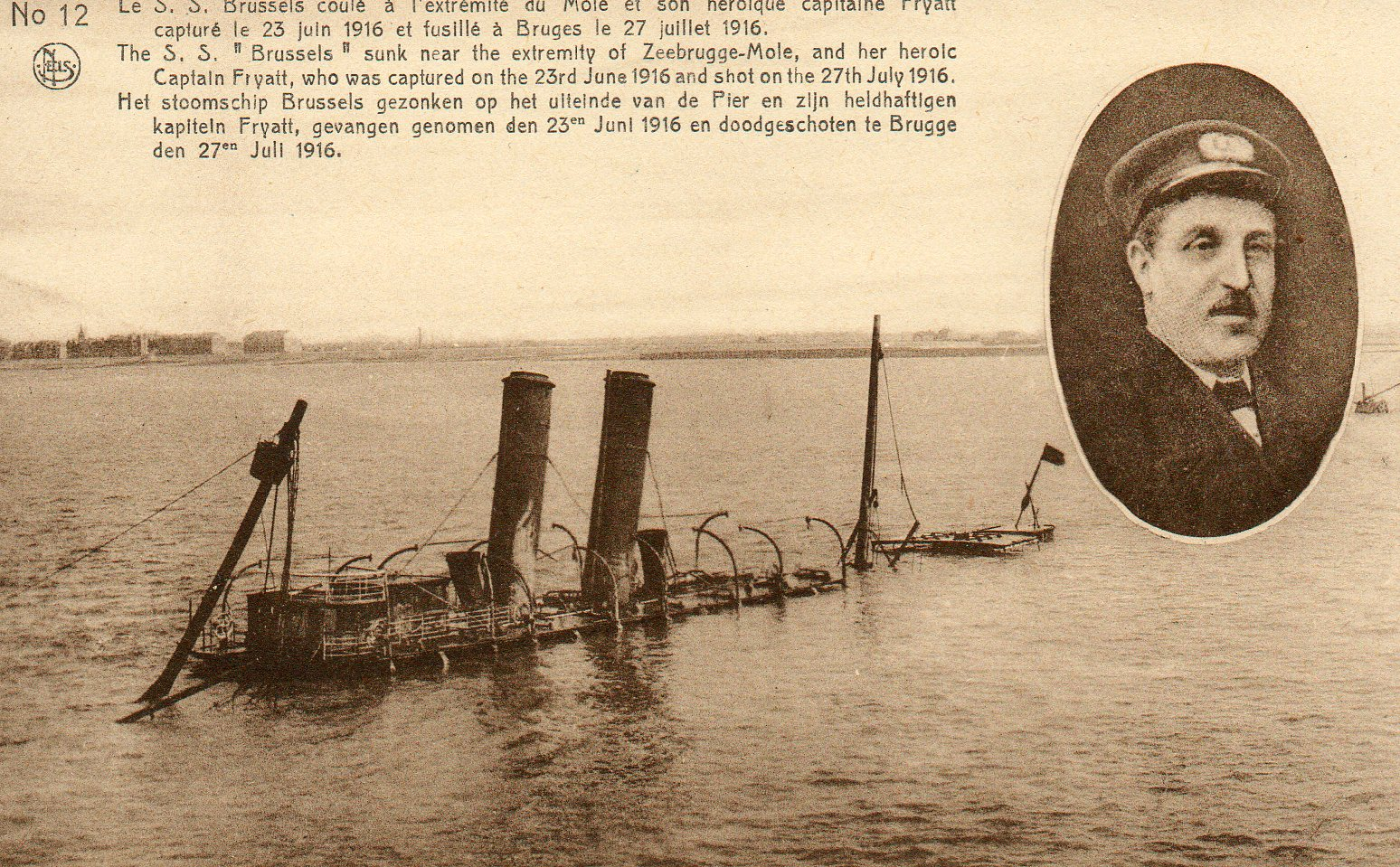
La SS Brussels, silurata diverse volte durante il raid britannico ed affondata dai tedeschi nell'ottobre 1918.
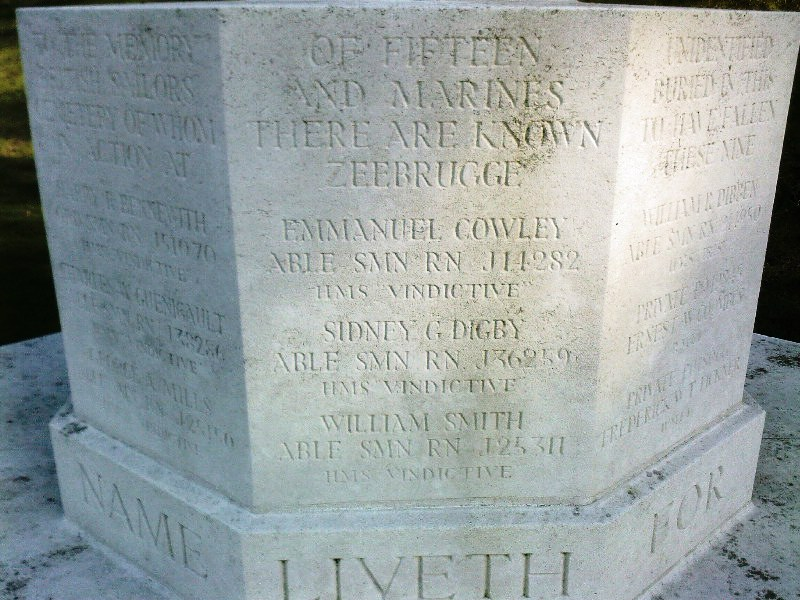
Lapide della Zeebrugge Cross of Sacrifice a Dover.
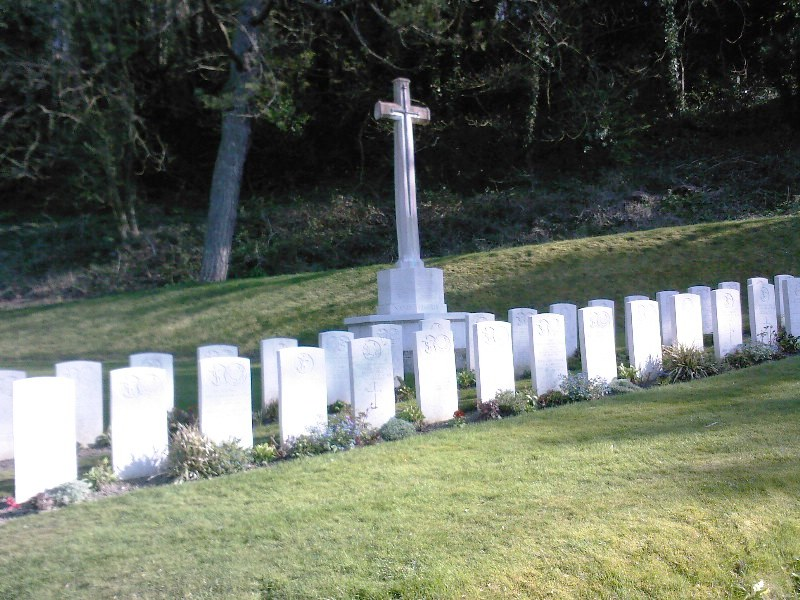
Tombe e Monumento a Zeebrugge nel St James Cemetery a Dover.

### Altre fonti
- Quotidiano The Deal, Walmer and Sandwich Mercury del 23 aprile 1964 e 30 aprile 1964.